# ابوحامد غرناطی
ابوحامد غرناطی با نام کامل ابوحامد محمد بن عبدالرحمن بن سلیمان بن ربیع مزینی قیسی (حدود ۱۰۸۰–۱۱۷۰) سیاح اندلسی از اهالی غرناطه بود که در اروپای شرقی و مرکزی سفر کرد و داستان سفرهایش را در کتابی عربی با نام تحفة الألباب و نخبة الاعجاب نوشت. او همچنین دربارهٔ مکان‌ها و چیزهای دیدنی در المعرب عن بعض عجائب المغرب (ستایش برخی از شگفتی‌های شمال آفریقا) نوشت و گونه‌ای از کتاب‌های شگفت‌انگیز به زبان عربی را تألیف کرد.